# Augusto Nomis di Cossilla
Augusto Nomis di Cossilla (San Benigno Canavese, 2 ottobre 1815 – Chiavari, 17 ottobre 1881) è stato un prefetto e politico italiano.

## Biografia
Figlio primogenito del conte Luigi Nomis di Cossilla e di Marianna Galleani Napione, si laureò in legge all'Università di Torino nel 1838. Nel 1840 fu nominato sotto-intendente della provincia di Lomellina, con sede a Mortara; nel 1847 fu promosso a intendente e trasferito prima a Chiavari e poi a Genova.
Fu mentre ricopriva questa carica che ricevette a Chiavari, il 5 settembre 1849, Giuseppe Garibaldi fuggiasco dagli Austriaci, proveniente da La Spezia ove era stato ospitato dal mazziniano Conte Gerolamo Federici nella sua casa di via Biassa 11 e che gli aveva messo a disposizione una carrozza.
Fu eletto sindaco del capoluogo piemontese e rimase in carica dal 3 febbraio 1860 al 26 dicembre 1861.
Partecipò alle prime elezioni parlamentari del Regno d'Italia (19 maggio 1861). Fu eletto nel collegio di Imola (Bologna).
Nel 1865 fu nominato Prefetto di Genova.